# Joan Bancells i Xiberta
Joan Bancells i Xiberta (Tossa de Mar, 5 de febrer de 1875 - Tossa de Mar, 16 de juliol de 1955) fou un comerciant i polític català. Havia estat regidor i després alcalde de Tossa de Mar. A les eleccions al Parlament de Catalunya de 1932 fou elegit diputat per la província de Girona per Esquerra Republicana de Catalunya. Fou membre de les comissions permanents de Presidència, d'Obres Públiques i d'Economia.